# براین لابون
براین لابون (انگلیسی: Brian Labone؛ ۲۳ ژانویه ۱۹۴۰ - ۲۴ آوریل ۲۰۰۶) بازیکن فوتبال اهل انگلستان بود که سابقهٔ بازی در تیم ملی فوتبال انگلستان را در کارنامهٔ خود دارد. وی در تاریخ ۲۰ اکتبر ۱۹۶۲ نخستین بازی ملی خود را در مقابل تیم ملی فوتبال ایرلند شمالی انجام داد و با حضور در ۲۶ بازی ملی، در تاریخ ۱۴ ژوئن ۱۹۷۰ واپسین بازی ملی‌اش را در برابر تیم ملی فوتبال آلمان غربی برگزار کرد.